# Тіса (Бакеу)
Тіса (рум. Tisa) — село у повіті Бакеу в Румунії. Входить до складу комуни Сендулень.
Село розташоване на відстані 227 км на північ від Бухареста, 21 км на південний захід від Бакеу, 104 км на південний захід від Ясс, 121 км на північний схід від Брашова.

## Населення
За даними перепису населення 2002 року у селі проживали 4 особи.